# تومي جونسون
تومي جونسون (بالإنجليزية: Tommy Johnson (footballer born 1900))‏؛ (مواليد 19 أغسطس 1900 - الوفاة 28 يناير 1973) هو لاعب كرة قدم أنكليزي دولي سابق.